# Iglesia Presbiteriana en Colombia (Sínodo Reformado)
La Iglesia Presbiteriana en Colombia (Sínodo Reformado) (IPCSR) es una denominación protestante reformada, fundada en Colombia en 1993, por Iglesias que se separaram da Iglesia Presbiteriana de Colombia.

## Historia

### Fondo
En 1855, el reverendo Ramón Montsalvatge (enviado por la American Bible Society), llegó a Colombia. Posteriormente, el Rev. Henry Barrington Pratt (enviado por la Iglesia Presbiteriana de los Estados Unidos de América) también se instaló en el país. Ambos misioneros comenzaron a servir a los extranjeros presentes y originalmente los servicios se llevaban a cabo en inglés.
En 1859, los servicios comenzaron a celebrarse en español. Sin embargo, la denominación creció lentamente y enfrentó persecución religiosa. Fue solo en 1959 que la Iglesia Presbiteriana de Colombia (IPCol) adquirió completa autonomía de las denominaciones americanas.
En 1982, la denominación creó el Seminario Presbiteriano de la Gran Colombia para capacitar a sus pastores.

### Aparición
En la década de 1970, Augusto Libreros y Gonzalo Castillo, pastores de la Iglesia Presbiteriana de Colombia (IPC), y Orlando Fals Borda, miembro de la IPC, fundaron la Línea de Investigación y Acción Social, a partir de la cual surgió un movimiento conocido como “La Rosca ” nació. . Con el apoyo de la Iglesia Presbiteriana Unida de los Estados Unidos de América, los miembros del grupo expresaron su descontento con la teología cristiana tradicional y 
abogaron por un enfoque social del cristianismo. Las ideas del movimiento fueron difundidas por la revista Cristianismo y Sociedad.
Debido a las proximidades teológicas con la Teología de la Liberación, los líderes del movimiento se acercaron a la Iglesia católica en Colombia y promovieron el movimiento ecuménico nacional.
Así, en la década de 1970, la dirección del IPC identificó al Movimiento “La Rosca” como comunista y guerrillero, por lo que sus partidarios como Orlando Fals Borda y otros fueron expulsados de la iglesia.
En la década de 1980, se organizó el Seminario de Teología Presbiteriana. Desde entonces, el movimiento ecuménico ha vuelto a crecer en el IPC.
En 1988, las Comunidades Eclesiásticas de Base, junto con otros sectores de la Iglesia católica y de las Iglesias protestantes, organizan el Encuentro Ecuménico Nacional de Cristianos por la Vida. En este encuentro participaron presbiterianos de Barranquilla, Medellín y Bogotá encabezados por los pastores David Illidge, Uriel Ramírez y Milcíades Púa.
Esta participación en un movimiento ecuménico fue muy cuestionada por sectores conservadores del IPC, quienes acusaron a pastores y líderes de participar en política y de ser comunistas.
Luego, en 1988, el Presbiterio Central de IPCol se dividió por las acusaciones entre los miembros de que la iglesia había desviado de la teología presbiteriana original, principalmente al adherirse a la Teología liberal y el premilenialismo. 
Por lo tanto, las iglesias Central de Bogotá, Palermo, la Trinidad, la Despensa, Versalles, Central de Bucaramanga, con sus pastores y ancianos gobernantes se organizó un nuevo presbiterio, que pretende ser la continuación del Presbiterio Central de IPCol. El nuevo presbiterio se llamó Corporación Presbiterio Central (CPC).
A partir de esto, las iglesias de Presbiterio de la Costa (las Iglesias Tabita y Ebenezer) y Presbiterio del Noroeste (Iglesias de Peque, Dabeiba, Jordán y Camparrusia) salieron de sus presbiterios y pidieron incorporarse al CPC.
En 1989, IPCol convocó un sínodo extraordinario y eligió un nuevo moderador. En consecuencia, los líderes del CPC fueron disciplinados.
Por ello, en 1993, los Presbiterios del Sur y Northwest convocó una Reunión Extraordinaria de Unidad, en la que se organizó una nueva denominación, la Iglesia Presbiteriana en Colombia Sínodo Reformado (IPCSR), con estos presbiterios y el CPC.
Mientras tanto, los Presbiterios de Urabá, Central y Costa permanecieron en el IPCol. El 12 de septiembre de 1996, el IPCSR fue registrado oficialmente ante el Gobierno de Colombia.
Desde entonces, la denominación ha crecido y se ha extendido por todo el país.

## Doctrina
La denominación se suscribe al Credo de los Apóstoles, el Credo Niceno-Constantinopolitano, el Catecismo de Heidelberg y la Confesión de Fe de Westminster.

## Relaciones Intereclesiales
En 2000, la Iglesia Reformada Holandesa apoyó la IPCSR en la enseñanza para la formación de pastores, líderes y creyentes en Colombia.
En 2022, la denominación inició un diálogo con la Alianza de Iglesias Presbiterianas y Reformadas de América Latina sobre la posibilidad de unirse a la organización.